# 野地钟萼草
野地钟萼草（学名：Lindenbergia ruderalis）为玄参科钟萼草属下的一个种。

## 扩展阅读
- 維基物種上的相關：野地钟萼草